# Akashambatwa Mbikusita-Lewanika

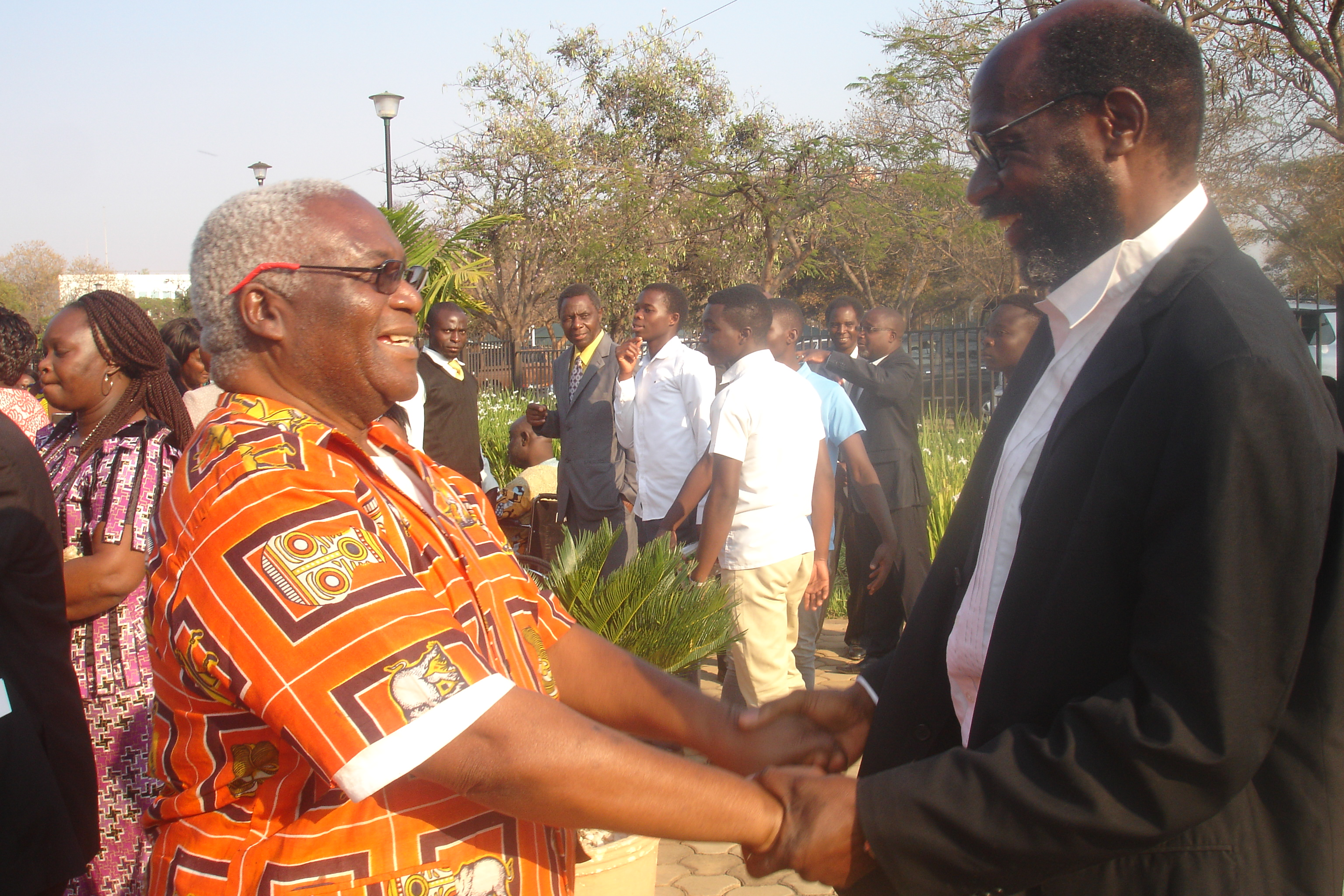
Mbikusita-Lewanika (links) und Fresher Siwale (2018)

Akashambatwa Mbikusita-Lewanika (* 4. Februar 1948 in Mongu) ist ein Politiker in Sambia.
Akashambatwa Mbikusita-Lewanika studierte an den Universitäten in Boston, Carleton (Kanada), sowie Cornell und Jackson State (Mississippi). Er hält einen B.A., drei M.A. und promovierte 1973 mit der Dissertation Marketing Boards and the Challenge of Agricultural Development in Zambia
Akashambatwa Mbikusita-Lewanika ist Prinz, Sohn von Lewanika II. König von Barotseland, Bruder der Politikerin Inonge Mbikusita-Lewanika und Wamundila Mbikusita-Lewanika sowie Geschäftsmann. Heute ist er Vorstandsvorsitzender des regierungsnahen Beratungsgremiums National Economic Advisory Council.
Er war Mitbegründer der Partei Movement for Multiparty Democracy und somit einer jener Kräfte, die die Demokratie in Sambia wieder herstellten. In der ersten Regierung von Frederick Chiluba war er 1991 bis 1992 Minister für Wissenschaft, Technologie und Berufsschulen. Er verließ das MMD 1993, wird aber 2005 noch als Sprecher dieser Partei zitiert. Bei den Wahlen in Sambia 1996 trat er als Präsidentschaftskandidat für die neu gegründete Partei National Party in der Wahlallianz Agenda for Zambia, deren Vorsitzender er war, an und erzielte 4,7 Prozent der Stimmen.
Akashambatwa Mbikusita-Lewanika wurde 1998 ausdrücklich mit der Barotse Patriotic Front in Verbindung gebracht und die Agenda for Zambia (AZ) als Partei von zwei Lozi-Gruppierungen bezeichnet. Die Niederlage seiner Schwester Inonge Mbikusita-Lewanika als Präsidentschaftskandidatin der AZ bei den Wahlen in Sambia 2001 dürfte diesen Vorstellungen endgültig ein Ende gesetzt haben.